# Neoguraleus manukauensis
Neoguraleus manukauensis är en snäckart som beskrevs av Powell 1942. Neoguraleus manukauensis ingår i släktet Neoguraleus och familjen kägelsnäckor. Inga underarter finns listade i Catalogue of Life.